# Arabia

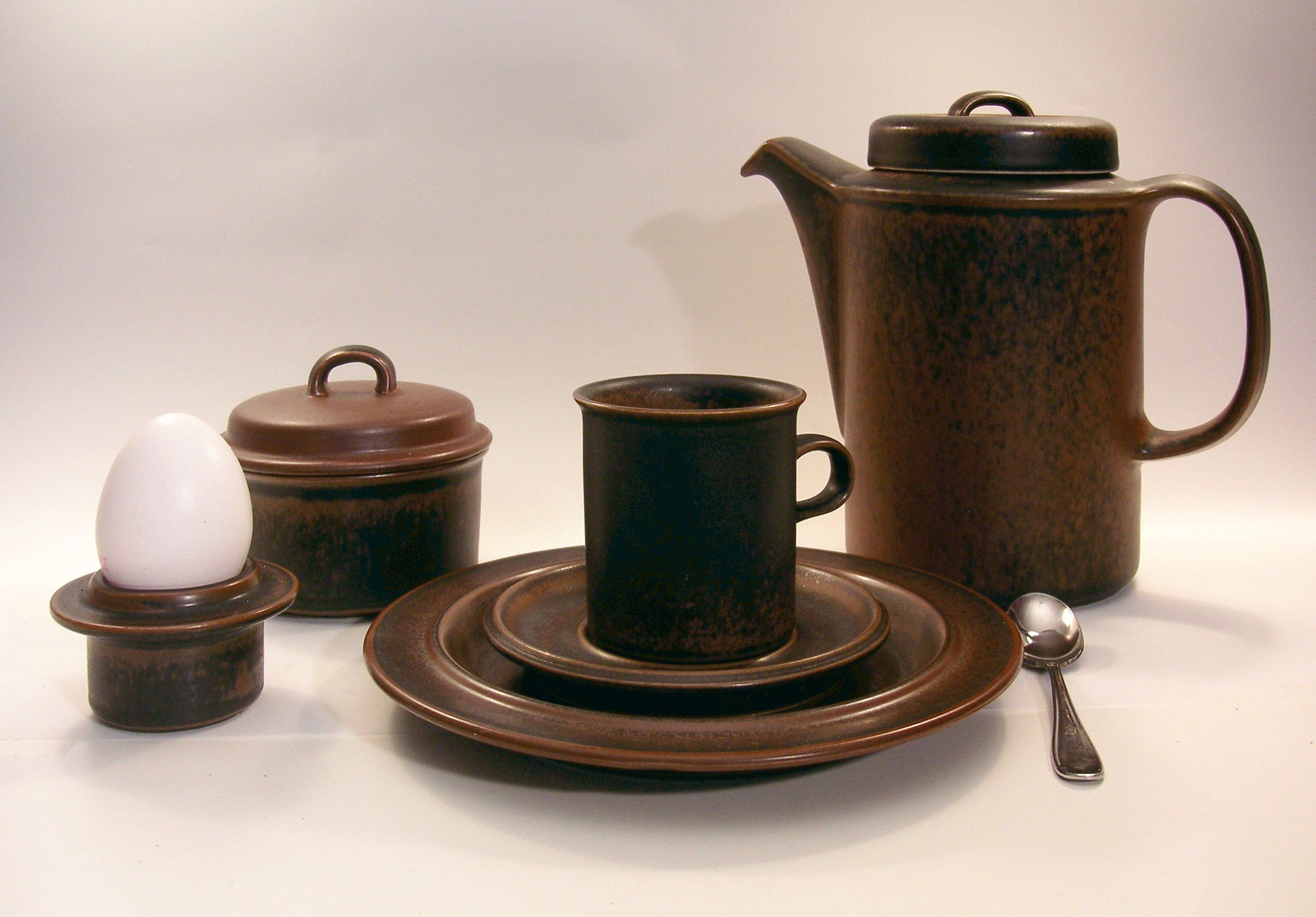
Arabia-stengods i Ruska-serien

Arabia är ett finskt varumärke för porslin som idag ägs av Fiskars. 
Arabia grundades 1873 som en filial till svenska Rörstrand för export av porslin till Ryssland och 1874 kom produktionen i gång. Arabia ombildades 1884 till ett finsk aktiebolag men med Rörstrand som fortsatt huvudägare. Första chefen blev den från Rörstrand överflyttade verkmästaren J. H. Herlenius och bokhållaren Herman Schelin. Från Rörstand kom också Arabias första tekniska chef Gustaf Herlitz som 1892 blev disponent och 1916 efterträddes av sin son Carl-Gustaf Herlitz (1882–1961). Verkmästaren Claes Lindström var även han överflyttad från Rörstrand. Produkterna var modeller som hämtats från Rörstrands standardsortiment. Flera av vasmodellerna hade formgetts av Alf Wallander och Hugo Hörlin. Den förste konstnärlige medarbetaren blev 1896 Thure Öberg. Han svarade för Arabias framgångar vid Världsutställningen i Paris 1900 och tog senare över ledningen för konstgodsproduktionen, en position han innehade fram till 1932. I början av 1900-talet skapade Öberg i i samarbete med den finländske arkitekten Jacob Ahrenberg Fennia-serien som kom att bli mycket berömd. Under denna tid var även finländska formgivare som Helena Wilenius samt Usko och Hjalmar Nyström tillfälligt medarbetare vid Arabia.
Företaget övergick i finländsk ägo 1916. Åren 1927–32 ägde Arabia Lidköpings porslinsfabrik och det tidigare moderföretaget Rörstrand. På 1930-talet var Arabia Europas största porslinsfabrik med över 1 500 anställda. Tillverkningen bedrevs tidigare i Arabiastranden i Helsingfors, men i mars 2016 stängdes fabriken och produktionen flyttades utomlands.
Arabia är idag bland annat kända för sina Muminmuggar med motiv föreställande Tove Janssons muminkaraktärer. Muggarna lanserades 1990 och har blivit populära samlarobjekt.

## Formgivare
- Thure Öberg 1896-1935
- Greta-Lisa Jäderholm-Snellman 1921-1937
- Tyra Lundgren 1924-1937
- Friedl Holzer-Kjellberg 1924-1971
- Lea von Mickwitz 1927-1957
- Toini Muona 1931-1970
- Kurt Ekholm 1932-1948
- Aune Siimes 1932-1964
- Einar Granlund 1934-1936
- Michael Schilkin 1932-1962
- Kaj Franck 1945-1970
- Kaarina Aho 1946-1962
- Kyllikki Salmenhaara 1947-1963
- Sakari Vapaavuori 1947-1974
- Rita Kaukoranta 1948-1951
- Ulla Procopé 1948-1967
- Karl Schultz-Köln 1950-1962
- Raija Tuumi 1950-1974
- Francesca Lindh 1955-
- Oivo Toikka 1956-1959
- Jac Ahrenberg
- Rut Bryk
- Birger Kaipiainen
- Harri Koskinen
- Stefan Lindfors
- Richard Lindh
- Kati Tuominen-Niittylä
- Raija Uosikkinen

### Artiklar
- Holkers, Märta: ”Arabia porslinsfabrik” i Hem och Antik.